# 斯科特克里克鎮區 (北卡羅萊納州傑克遜縣)
斯科特克里克鎮區（英語：Scott Creek Township）是位於美國北卡羅萊納州傑克遜縣的一個鎮區。

## 地方資料
斯科特克里克鎮區的面積為98.67平方千米，皆為陸地。根據2020年美國人口普查的數據，當地共有人口2493人，而人口密度為每平方千米25.27人。